# Calypsarion sentosum
Calypsarion sentosum is een eenoogkreeftjessoort uit de familie van de Synapticolidae. De wetenschappelijke naam van de soort is voor het eerst geldig gepubliceerd in 1969 door Humes & Ho.